# Peperomia yeracuiana
Peperomia yeracuiana är en pepparväxtart som beskrevs av Trel. & Yunck.. Peperomia yeracuiana ingår i släktet peperomior, och familjen pepparväxter. Inga underarter finns listade i Catalogue of Life.